# Onthophagus lutosopictus
Onthophagus lutosopictus là một loài bọ cánh cứng trong họ Bọ hung (Scarabaeidae).